# Honda CBF 600

Technische Zeichnung der Honda CBF600N

Technische Zeichnung der Honda CBF600S

Die CBF 600 ist ein Motorrad von Honda, das von 2004 bis 2013 produziert wurde. Der Hubraum des Vierzylindermotors beträgt 599 cm³. Sie war als Naked-Bike (CBF 600 N) oder als Sporttourer mit Teilverkleidung (CBF 600 S) erhältlich.

## Allgemeines
Die CBF 600 verfügte über zwei vordere und eine hintere Scheibenbremse. Optional konnte gegen Aufpreis auch ein Antiblockiersystem bestellt (CBF 600 NA bzw. CBF 600 SA) werden. Als Besonderheit dieses Motorrades war die Anpassbarkeit an den Fahrer zu nennen. Hierzu konnte die Höhe der Sitzbank, der Abstand zum Lenker und bei der halbverkleideten Version die Höhe der Scheibe verändert werden.
Das Motorrad war vor allem bei Anfängern und Wiedereinsteigern beliebt, da sie sehr gutmütig und günstig in Anschaffung und Unterhalt war. Honda verzichtete bewusst auf ein aggressives Design.
Aufgrund der hohen Absatzzahlen der CBF 600 brachte Honda 2006 die CBF 1000 auf den Markt.

## Modellpflege

### PC38, 2004–2007
Bei Erscheinen 2004 wurde die Honda CBF 600 mit einem Vergasermotor ausgestattet. Dieser wurde der Honda CBR 600 (PC 31) entnommen und von ursprünglich 102 PS auf versicherungsgünstige 78 PS gedrosselt. Ab 2006 verbaute Honda Klarglasblinker und verlängerte Spiegel.

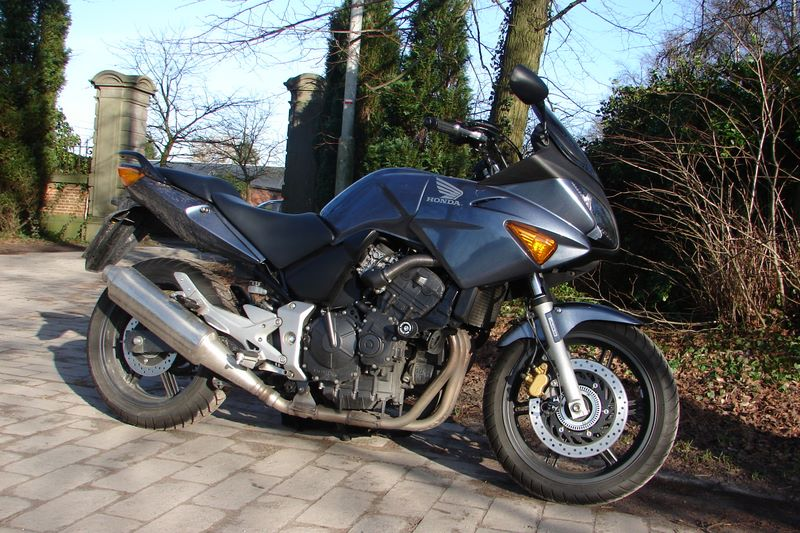
CBF600S (PC38)
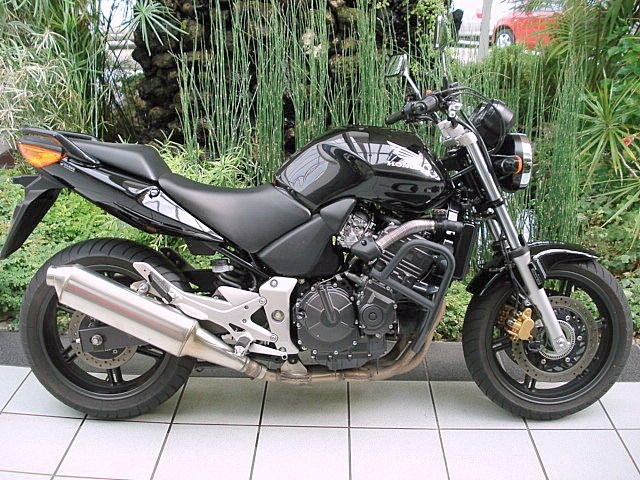
CBF600N (PC38)

### PC43, 2008–2013
Ab dem Modelljahr 2008 kam ein neues Modell der CBF 600 (PC 43) auf den Markt. Das neue Modell erhielt einen angepassten Motor auf Basis des aktuellen CBR600RR-Motors. Dieser war nun ein Einspritzer (PGMFI-Einspritzung), welcher die Euro3-Abgasnorm erfüllte. Dies war auch der Hauptgrund für das neue Modell, da der alte Vergasermotor diese Bedingung für Neumotorräder nicht erfüllen konnte. Durch den Einsatz eines neuentwickelten Rahmens aus Aluminiumdruckguss konnte das Gewicht der Maschine reduziert werden. So wog sie, trotz eines um ein Liter größeren Tanks, weniger als das Vorgängermodell. Optisch wurden nur kleine Änderungen an der Seitenverkleidung vorgenommen. Außerdem wurde der Motor nun mattsilber anstatt schwarz lackiert. Das optionale ABS der PC 43 wurde zum Combined ABS erweitert, sodass beim Betätigen der Hinterradbremse auch ein Bremskolben der Vorderradbremse mitbetätigt wurde.

## Neuzulassungen in Deutschland
| Jahr | Quelle | Neuzulassungen |
| ---- | ------ | -------------- |
| 2010 | [ 1 ]  | 2.114          |
| 2009 | [ 2 ]  | 2.631          |
| 2008 | [ 3 ]  | 3.760          |